# Silver Springs Shores
Pour les articles homonymes, voir Silver Spring.
Silver Springs Shores est une census-designated place du comté de Marion, dans l'État de Floride, aux États-Unis. En 2020, elle compte une population de 24 846 habitants.